# All Japan Women's Pro-Wrestling
All Japan Women's pro-wrestling,  (全日本女子プロレス; Zennihon Joshi Puroresu) y en español "Lucha libre profesional de todas las mujeres de Japón", fue una empresa de lucha libre profesional, fundada por Takashi Matsunaga y sus hermanos, iniciando el 1 de junio de 1968 en Japón, y cerrada en marzo del año 2005. Durante muchos años, fue transmitido en televisión por la cadena Fuji TV.

## Historia
La asociación de las luchas libres de mujeres en Japón, se formó en 1955 con la influencia de torneos de mujeres en 1954 que habían surgido por Mildred Burke, una luchadora profesional con títulos en Estados Unidos e internacionalmente. Desde entonces, había prosperado la mujer en torneos de luchas, pero en la época de los sesenta, había sido un fraude para el país, motivo en que ya no se contaba con ninguna fundación y promoción para la mujer. Entonces, en 1968, Takashi Matsunaga con sus hermanos, fundaron la empresa dando sus inicios el 4 de junio de 1968 en Shinagawa. Más tarde, realizan un acuerdo con el canal Fuji TV, para transmitir sus emisiones.
En los años setenta, se promovió una rivalidad entre japoneses y otros extranjeros, lo que se conocía desde entonces los torneos de las mujeres japonesas con las demás de otros países. Requiere en muchas ocasiones, la participación de la estadounidense The Fabulous Moolah, campeona en World Wrestling Federation.Luego de mucho éxito, en la época de los ochenta, se reconoce a varias luchadoras internacionales. 
A principios de los 2000, las cosas empeoraron para la fundación, porque ya había perdido su anuncio en la televisión en el año 2002 y había serios problemas con la crisis económica. Fue el resultado que decidieron realizar el cierre de la organización en el año 2005.

## Acontecimientos
- 4 de junio de 1968, se realiza la apertura de la fundación de All Japan Women's Pro-Wrestling en Shinagawa.
- 15 de octubre de 1970, Aiko Kyo obtiene el título WWWWA trono solo mundo.
- 30 de junio de 1971, Aiko Kyo y Jumbo Miyamoto obtienen el Tag WWWA Campeonato Mundial en grupo.
- 1973, primera incursión en el Pabellón Korakuen.
- 1975, el primer presidente de la fundación renuncia el cargo y se lo otorga a Takashi Matsunaga.
- 1975, Llave Yukari es la primera en obtener el título AJW Novato del torneo, Maki Ueda termina en segundo lugar.
- Marzo de 1975, Mach Fumiake debuta como cantante lanzando un nuevo álbum y derrota por primera vez a Jumbo Miyamoto.
- Octubre de 1975 se celebra el campeonato de la Liga Mundial.
- 1976, Mach Fumiake se retira y se demuestra la popularidad de Jackie Sato y Maki Ueda, quienes más tarde ganarían el campeonato femenino en grupo.
- 1976 se anuncia supuestos tratados de luchadores profesionales americanos hacia Japón.
- 1976 Jumbo Miyamoto es derrotada por Maki Ueda y esta anuncia su retiro, finalizando con diez años de trayectoria como luchador profesional.
- 1977 Nancy Kumi debuta y presenta su nuevo álbum como cantante.
- 1978 Nancy Kumi y Victoria Fujimi se presentan como cantantes, antes de abrir el torneo.
- 1979 Tommy Aoyama y Lucy Kayama debutan como cantantes y se presentan a inicios del torneo.
- 1979 debut de Monster Ripper (también conocida como Bertha Faye), quien es la primera extranjera en obtener el campeonato y fue capaz que competir contra cuatro luchadores profesionales, obteniendo su triunfo y reconocimiento.
- Marzo de 1979, se celebra el primer torneo entre luchadores de Estados Unidos y Japón.
- 4 de enero de 1980, Rimi Yokota es la primera en obtener el campeonato AJW Junior Championship terminando en primer puesto, y en segundo lugar es Chino Sato.
- 15 de diciembre de 1980, se crea el campeonato AJW de Mujeres de Japón Asociación Pro Wrestling, a manos de Yokota Toshimi.
- 25 de febrero de 1981, Yokota Toshimi obtiene el campeonato WWWA derrotando a Jackie Sato. Mimi Hagiwara obtiene el Todo trono del Pacífico, también conocido como el campeonato del cinturón negro.
- 10 de agosto de 1982, Noriyo Tateno derrota a Chigusa Nagayo y obtiene el campeonato de AJW Junior Championship.
- 1983, debut de Keiko Nakano y Yumi Ogura. Ambas enfrentadas en el campeonato AJW Novato del torneo, donde Nakano obtiene el primer lugar y Ogura el segundo.
- 7 de mayo de 1983 Jaguar Yokota obtiene un nuevo campeonato por derrotar a La Galáctica.
- agosto de 1983, Chigusa Nagayo se une a Lioness Asuka para la nueva formación del grupo "Crush Gals"
- 1984, el grupo "Crush Gals" se presentan como cantantes y lanzan un nuevo álbum.
- 17 de marzo de 1984, Yumi Ogura derrota a Keiko Nakano y obtiene la medalla, trofeo de oro y el cinturón en el campeonato AJW Junior Championship.
- 13 de septiembre de 1984, Nakano derrota a Yumi Ogura y obtiene el título por primera vez.
- 1985, temporada del "Japan Grand Prix".
- 17 de abril de 1985, Yumi Ogura obtiene por segunda vez el campeonato AJW Junior Championship, derrotando a Mika Komatsu
- 8 de julio de 1985, se complementa un nuevo edificio para la fundación.
- 1986, El grupo de The Red Typhoons (Yumi Ogura y Kazue Nagahori), derrotan a las estadounidenses Judy Martin y Velvet McIntyre.
- Marzo de 1986, The Jumping Bomb Angels (Noriyo Tateno e Itsuki Yamazaki), lanzan su primer álbum como cantantes.
- 1987, Hisako Uno (Akira Hokuto) se fractura el cuello en un torneo contra The Red Typhoons, (Yumi Ogura y Kazue Nagahori).
- 1987, The Jumping Bomb Angels se dirige a los Estados Unidos, para ganar el torneo de Survivor Series (1987) en WWF.
- 1988, Nishiwaki Mitsuko y Yumiko Hotta debutan como cantantes.
- 1990, Bull Nakano (Keiko Nakano), derrota a Aja Kong, y obtiene un nuevo campeonato.
- Noviembre de 1991, Takako Inoue debuta como cantante.
- Septiembre de 1992, Akira Hokuto y Bull Nakano compiten por el torneo y se demuestra una connotada rivalidad entre ambas.

## Debutantes en las época de los 50s
- Amami Yuriko (1954)
- Yukiko Tomoe (1955)
- Yoko Yamagushi (1955)
- Willow Miyuki (1955)
- Reiko Yoshiyo (1955)
- Keiko Endo (1956)

## Debutantes en la época de los 60s
- Kyoko Okada (1965)
- Aiko Kyo (1965)
- Jumbo Miyamoto (1966)
- Mariko Akagi (1966)
- Miyoko Hoshino (1969)
- Haruko Ogawa (1969)
- Hiroko Onishi (1969)
- Tormenta Kazuko (1969)

## Debutantes en la época de los 70s

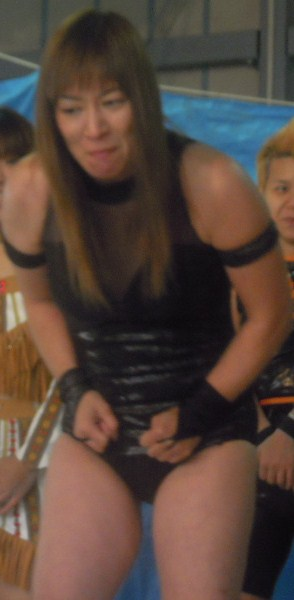
Jaguar Yokota.

| - Mariko Akagi (1970) - Peggy Kuroda (1970) - Maxi Murata (1970) - Sasaki Junko (1971) - Miyashita Yoshiko (1973) - Shinobu Aso (1973) - Maha Fumiake (1974) - Maki Ueda (1975) - Ikeshita Yumi (1975) - Jackie Sato (1975) - Nancy Kumi (1976) - Victoria Fujimi (1976) - Ando Masumi (1976) | - Jaguar Yokota (1977) - Mami Kumano (1977) - Tomy Aoyama (1977) - Lucy Kayama (1977) - Heiko Hanawa (1977) - Komiyama Tadako (1977) - Tamaoba Mitsue (1977) - Mimi Hagiwara (1978) - Devil Masami (1978) - Jumbo Hori (1978) - Sato Chino (1978) - Kazuko Iwai (1979) - Mina Takahashi (1979) - Noriko Kawakami (1979) |

## Debutantes en la época de los 80s

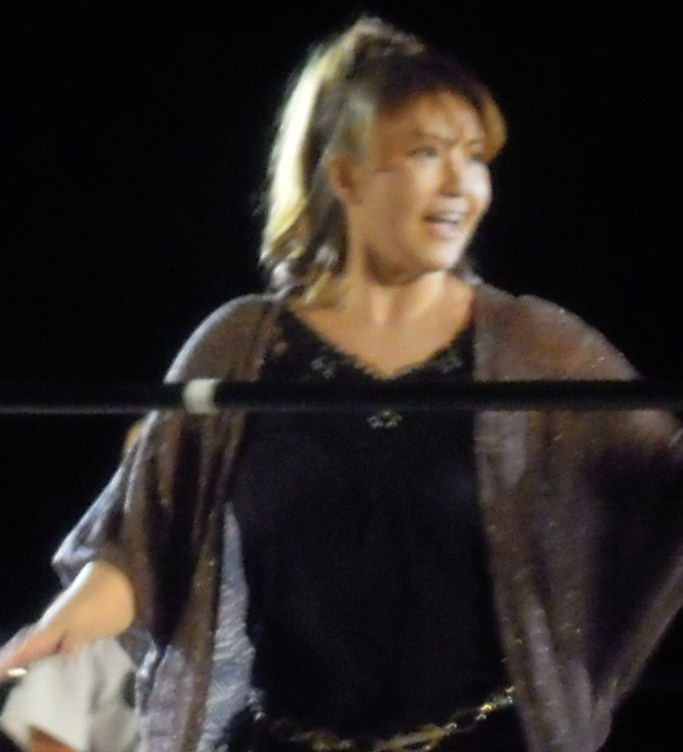
Bull Nakano.

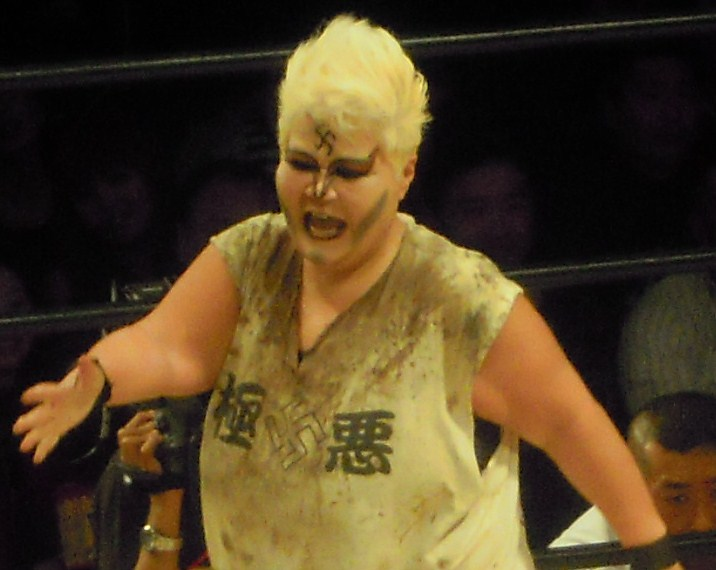
Dump Matsumoto.

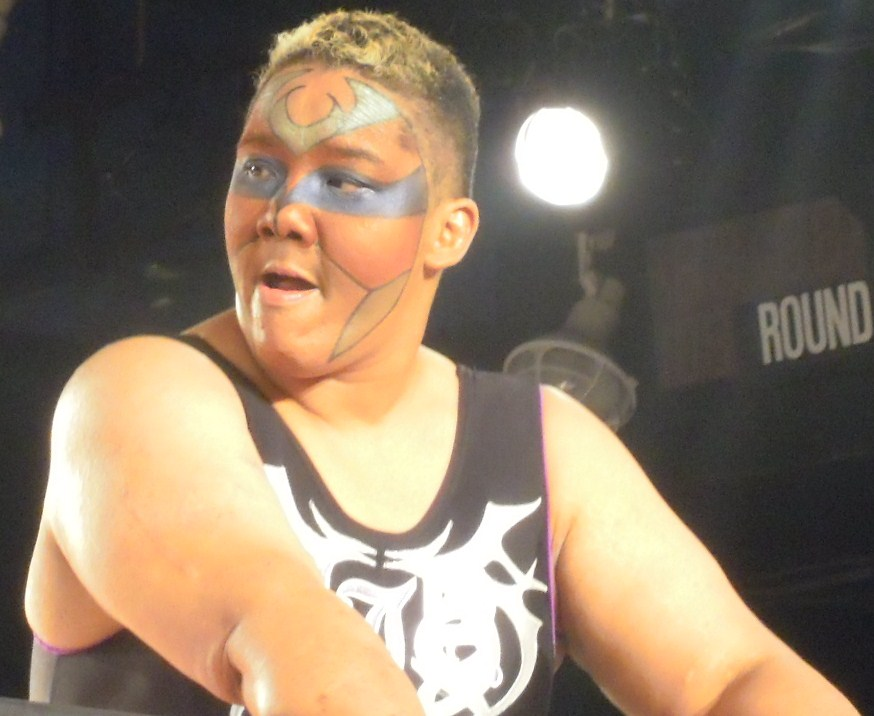
Aja Kong.

| - Chigusa Nagayo (1980) - Lioness Asuka (1989) - Dump Matsumoto (1980) - Crane Yu (1980) - Omori Yukari (1980) - Mariko Hagiwara (1980) - Kazue Sakamoto (1980) - Tateno Noriyo (1981) - Itzuki Yamazaky (1981) - Miki Asami (1981) - Komatsubara Hiromi (1982) - Kosuge Natsuko (1982) - Yumi Ogura (1983) - Mika Komatsu (1983) - Bull Nakano (1983) - Kanako Nagatomo (1983) - Yuko Tajima (1983) - Kazue Nagahori (1984) - Cóndor Saito (1984) - Etsuko Kato (1984) - Akira Hokuto (1985) - Yumiko Hotta (1985) - Minami Suzuka (1985) - Grizzly Iwamoto (1985) - Drill Nakamae (1985) - Ishiguro Yashuko (1985) | - Nakajima Sayuri (1985) - Aja Kong (1986) - Bison Kimura (1986) - Miori Kamiya (1986) - Kaoru Maeda (1986) - Megumi Kudo (1986) - Mika Takahashi (1986) - Manami Toyota (1987) - Etsuko Mita (1987) - Mima Shimoda (1987) - Yamada Toshiyo (1987) - Hiromi Hasegawa (1987) - Chiaki Ichikawa (1987) - Kyoko Inoue (1988) - Takako Inoue (1988) - Mariko Yoshida (1988) - Sakie Asegawa (1989) - Kaoru Ito (1989) - Tomoco Watanabe (1989) - Bat Yoshinaga (1989) - Michiko Nagashima (1989) - Yamamoto Mayumi (1989) - Kuboki Toshie (1989) - Saito Kazue (1989) |

## Debutantes en la época de los 90s

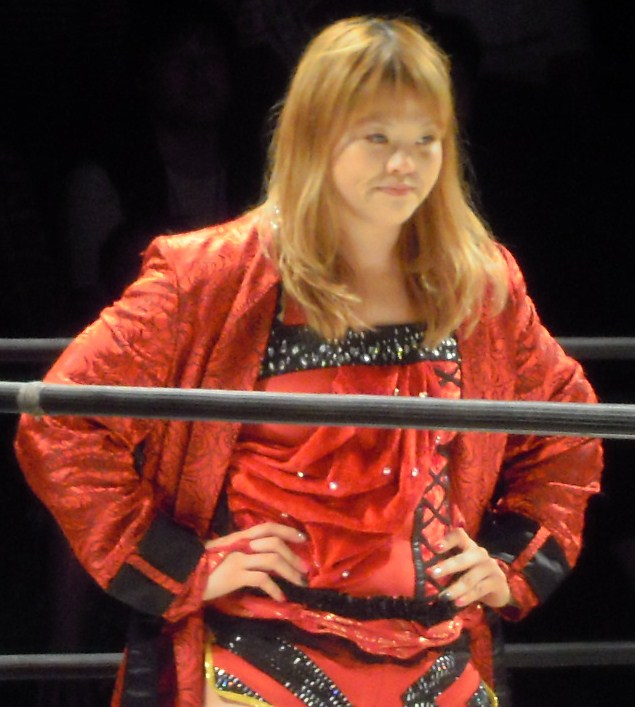
Nanae Takahashi.

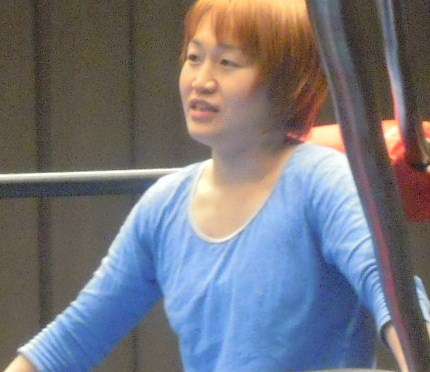
Nakanishi Doble Cien.

| - Medium Shiomigawa Shiho (1990) - Yuki Lee (1990) - Kumiko Maekawa (1991) - Chikako Hasegawa (1991) - Rie Tamada (1991) - Ohmukai Michiko (1991) - Emi Koizumi (1991) - Terakawa Mayumi (1991) - Kumazawa Naoko (1991) - Noriko Oki (1991) - Debbie Malenko (1991) - Yuka Shina (1992) - Abe Akiko (1992) - Nochi Fusayo (1992) - Yumi Fukawa (1993) - Yokoe Jitsuhime (1993) - Yoshiko Tamura (1994) - Misae Genki (1994) | - Taniyama Mina (1994) - Yoko Takahashi (1994) - Endo Nobue (1994) - Naomi Kato (1994) - Fujimoto Yumi (1994) - Kaoru Kanayama (1994) - Miyamoto Emi (1994) - Takamatsu Kazuyo (1995) - Nanae Takahashi (1996) - Wakisawa Miho (1996) - Sekiguchi Rumi (1996) - Mayumi Takahashi (1996) - Kawamoto Yachiyo (1996) - Nakahara Nana (1997) - Noriko Toyoda (1997) - Yuka Isozaki (1998) - Harikae Mika (1998) - Hiraku (1999) - Seki Ayako (1999) |

## Debutantes en los últimos años

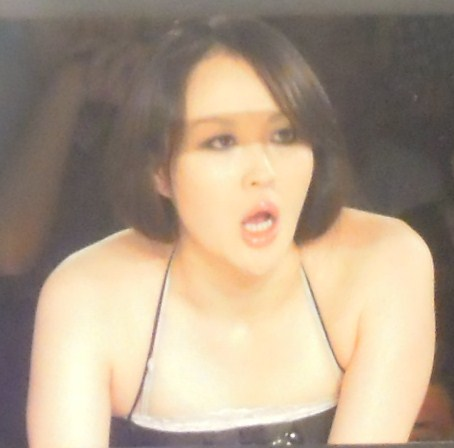
Mika Nishio.

| - Mika Nishio (2000) - Terashita Chie (2000) - Ayako Sato (2001) - Tomoko Mori (2001) - Saki Maemura (2001) - Yamane Fumiko (2001) | - Ozeki Kana (2002) - Awasome Kong (2002) - Misushima Matsumi (2003) - Keiko Hirose (2003) - Hiromi Takahashi (2003) - Pretty Ota (2004) |

## Miembros extranjeros

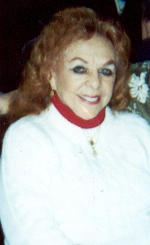
The Fabulous Moolah.

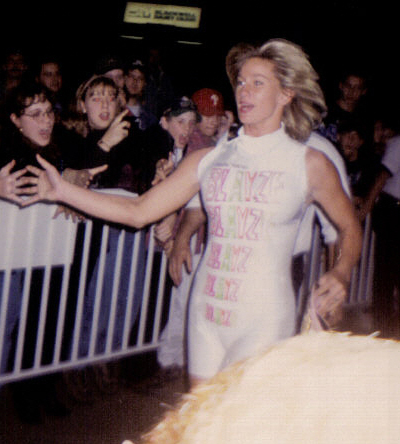
Alundra Blayze.

| - Kay Noble (1969) - Barbara Owens - Sharon Lee - Marie Bagunon (1970) - Jean Anton (1972) - Jean O'Brien (1972) - Jackie West (1973) - Betty Nicolais (1973) - Irma Gonzales (1975) - Ebelia Pérez (1975) - Chabela Romero (1976) - Laura Gonzales (1978) - Monster Ripper/Bertha Faye (1979) - Lena Blair (1979) - The Fabulous Moolah (1979) - Vicki Williams (1979) - Leilani Kai (1979) | - Judy Martin (1979) - Joyce Grable (1979) - Winona Little Heart (1979) - Irma Aguilar (1979) - Wendi Richter (1980) - Peggy Lee (1981) - Sherri Martel (1982) - Velvet McIntyre (1982) - Princess Victoria (1982) - Sabrina (1982) - Susan Star (1984) - Dawn Marie (1985) - Sureima (1986) - Penny Mitchel (1986) - Rockin Robin (1988) - Alundra Blayze (1989) - Esther Moreno (1989) - Reggie Bennett (1990) |

## Participantes regulares
Los participantes regulares son nombrados así por su participación en los torneos pero pertenecen a otra fundación.
- Fukuoka Akira (1993): Empezó como parte de la formación en AJW, a partir de 1993, ya que no estuvo mucho tiempo, fue unida a otra fundación.
- Motokawa Emi: Actualmente en IWA-Japan, con el nombre de Sukara Emi
- Nishibori Yukie: Actualmente en IWA-Japan

## Lucha libre enano
Mientras que AJW tenía éxito por varias partes del mundo, más tarde se contrata a varias lichadoras que padecían enanismo, pues también formaban parte de la fundación ya que entraban para títulos de otra dimensión. Más tarde se reconoce el verdadero éxito en la carrera para estas personas, pues llevaban una vida y técnicas especiales igual que las demás. 

## Anunciadores

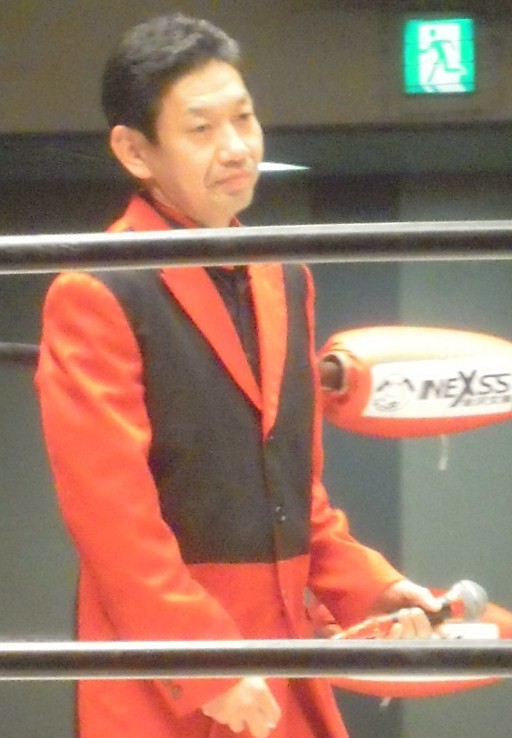
Imai Nagaharu.

- Ujiie Kiyoharu: Es el anunciador más antiguo de "All Japan Women's Pro-Wrestling". Además, fue el responsable de entregar los títulos y de anunciar los eventos principales.
- Okita Kei: Anunciador en el ring en eventos principales, años más tarde.
- Imai Nagaharu: Este anunciador estuvo más tiempo que los demás. Representó a las luchadoras e incluso en el evento de los campeonatos y participación para el Salón de la Fama. Trabajo hasta el año 2011 como representador, ya que no pudo continuar y falleció en el año 2013.
- Punch Tahara: Fue controlador y anunciador en diversas organizaciones.
- Ando Yoriyuki Takashi: Llevó a cabo su carrera de anunciador algunas veces junto a Punch Tahara y Matsumaru Genki.
- Matsumaru Genki: Fue anunciador en muchas organizaciones, pero además tenía otra carrera como profesor en las universidades y trabajar en radio.

Takanori Imamura: Fue el último anunciador.

## Árbitros

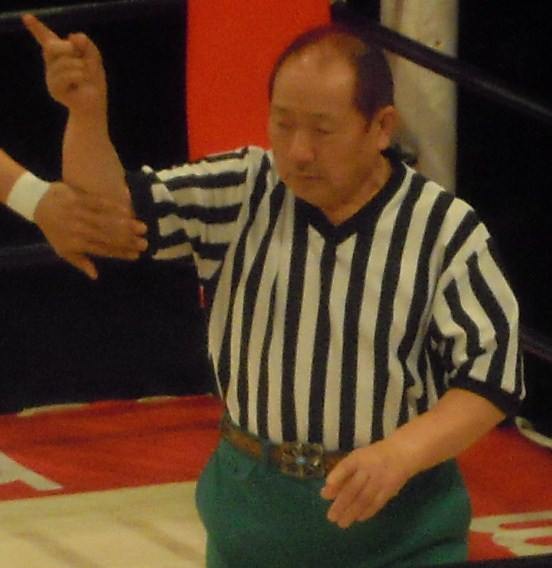
Abe Shiro.

- Kenji Matsunaga: El segundo hijo de uno de los hermanos Matsunaga, y después fue nombrado vicepresidente
- Jimmy Matsunaga: Es el cuarto hijo de los hermanos Matsunaga, quien después se convierte en presidente de la fundación.
- Sasazaki Katsumi: Es el árbitro que estuvo más tiempo en la fundación.
- Abe Shiro: Fue llamado como el árbitro villano, trabajo en muchas organizaciones y se retira de su carrera en el año 2008.
- Charlie Medio: Trabajo como árbitro no por mucho tiempo.
- Bob Yazawa: Hijo de uno de los hermanos Matsunaga, y después llegó a la administración.
- Murayama Daine: Árbitro a partir de la época de los noventa.
- José Torres: Árbitro de origen Mexicano
- Honjo Yukari: Trabajo como luchador profesional y más tarde como árbitro de la fundación.

Entre más árbitros que trabajaron en All Japan Women's Pro-Wrestling: Lucky Imura y Teriu Manabu quienes 
trabajaron por poco tiempo.

## Títulos

#### Véase:Anexo:Campeonatos de All Japan Women's Pro-Wrestling
AJW Junior Championship, es un evento para las mujeres juveniles, quienes debutan siendo menores que las demás. La primera en ganar este título fue Rimi Yokota en 1980, entre algunas que ganaron son: Yumi Ogura, Bull Nakano, Chigusa Nagayo, Noriyo Tateno... También se encuentra el título de "AJW Championship" y "AJW Tag Team Championship", para obtener el título en equipo, algunas de ellas fueron, el grupo "Red Typoons" conformado por Yumi Ogura y Kazue Nagahori. Otro título es el de "World Women's Wrestling Association", esta asociación que tenía otros más títulos como campeonato de artes marciales, WWWA World Tag Team Championship, WWWA World Championship, WWWA World Martial Arts Championship, y WWWA All pacific title.

## WWWA
Se destaca el título que lleva a cabo WWWA (World Women's Wrestling Association), Asociación Mundial de Lucha Libre de Mujeres.
- Trono solo mundo WWWA: También conocido como "cinturón rojo", representa el título del símbolo a la ganadora de torneos que representan a la mujer más fuerte.
- Todo trono del Pacífico:Conocido como el título del "cinturón negro"
- Tag Team Campeonato Mundial WWWA: Campeonato de título en equipo.
- WWWA campeonato mundial ligero estupendo: Conocido también como el título de "más ligero"
- WWWA Campeonato Mundial de Artes Marciales: Donde se lleva a cabo el reinado de artes marciales, y reglas de Kick boxing, donde los luchadores tienen el reto.
- WWWA Campeonato del Mundo Enano: Título para personas que padecen enanismo.
- WWWA Mundo Enano Tag Team Championship: Título para personas que padecen de enanismo.

## Mujeres de Japón Asociación Pro Wrestling
Llamado el trono del campeonato de All Japan Women's Pro-Wrestling, y unos de los primeros títulos fundados para la promoción. 
- Japón trono Individual: Título a la gran experiencia en donde se demuestra el peso, ligero y técnicas. Fue activo desde 1980 en adelante.
- AJW Junior Championship: Título otorgado a las personas menores de 20 años de edad que participan en torneos para un título juvenil.
- All Japan Tag Team Championship: Campeonato en equipo.
- Novato del Torneo: Otorgado a los participantes que debutan y ganan el torneo en forma individual. Aquí se realiza la entrega de trofeos y medallas.

## AGWA
Título de All Japan Women's Pro-Wrestling llamado AGWA (American Girls Wrestling Association), Asociación de lucha libre de mujeres americanas.
- AGWA Internacionales Girls trono
- AGWA Internacional Tag Team Championship Girls
- AGWA EE. UU. mujer del trono

## NWA
Campeonato femenino para los miembros, (National Wrestling Alliance), alianza nacional de lucha libre.
- Campeonato Mundial en Parejas de la Mujer NWA (encabezado por Yukiko Tomoe, quien fue la primera en obtenerlo)
- NWA Tag Team Championship Internacional Girls (campeonato en equipo encabezado por Jaguar Yokota).

## Miembros de Pro-Wrestling Hall of Fame
El 28 de noviembre de 1998, en Yokohama, fue fundada el Pro-Wrestling Hall of Fame, o el salón de la fama, ya que también se celebraba el 30 º aniversario de la fundación, ya que se le otorgaron el premio que hicieron historia en All Japan Women's Pro-Wrestling por su honor y una gran participación. 

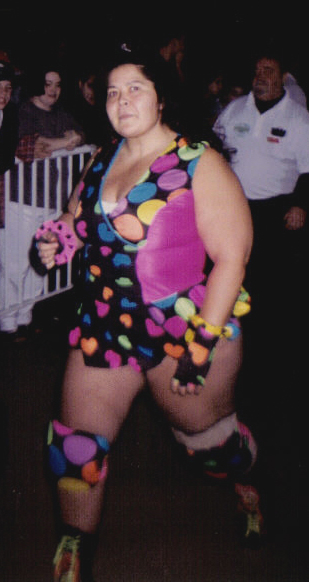
Monster Ripper.

| - Tomoe Yukiko - Obata Chiyo - Mariko Akagi - Miyoko Hoshino - Mahhafumiake - Dump Matsumoto - Bull Nakano - Omori Yukari - Jackie Sato - Maki Ueda - Lioness Asuka - Akira Hokuto | - Ikeshita Yumi - Aja Kong - Kyo Aiko - Devil Masami - Jumbo Miyamoto - Nagayo Chigusa - Willow Miyuki - Jaguar Yokota - Monster Ripper - Zhi Ikuno Yutakaotto (anunciador) - Shinji Ueda (Comisionado) |

## Vases también
- AJW Junior Championship
- AJW Novato del torneo
- WWWA
- WWE
- The Red Typhoons
- The Jumping Bomb Angels